# Gele feetiran
De gele feetiran (Empidonax flavescens) is een kleine zangvogel uit de familie van de tirannen.

## Kenmerken
De gele feetiran wordt 12,5 centimeter lang en weegt 12 gram. De bovendelen van de soort zijn olijfgroen en de onderdelen geel met een okertint bij de borst. De vleugels zijn zwartachtig met twee vaalgele strepen. De vogel heeft een witte oogring, die zich uitbreidt naar een smalle driehoek achter het oog. De beide sekses zijn hierin gelijk, maar jonge vogels zijn van boven bruiner en van beneden wat bleker geel. De roep bestaat uit een smalle seeep en het ochtendlied bestaat uit een snel herhaald seee seee chit.
De soort moet niet worden verward met de trekkende Empidonax-soorten, aangezien verschillende soorten, waaronder de wilgen-, elzen- en beukenfeetirannen, door het leefgebied trekken in de herfst. De gele feetiran heeft een duidelijkere oogring dan alle trekkende soorten en is zelfs geler van beneden dan de geelbuikfeetiran.

## Leefwijze
Gele feetirannen zijn actieve vogels en zijn als ze niet aan het broeden zijn meestal alleen. Ze eten insecten, spinnen en sommige kleine bessen. De prooi wordt verzameld vanaf de bladeren tijdens korte vluchten of wordt soms opgepikt vanaf de grond.

## Verspreiding en leefgebied
De soort broedt van de hooglanden van Zuidoost-Mexico zuidwaarts tot aan West-Panama en telt drie ondersoorten:
- E. f. imperturbatus: Z-Mexico.
- E. f. salvini: van ZO-Mexico tot Nicaragua.
- E. f. flavescens: Costa Rica en W-Panama.

De soort komt voor in koele bergbossen, met name aan de randen en op open plekken, alsook in secondaire groei en struikachtige weilanden. Het broedgebied spreid zich uit van 800 meter tot bijna 2500 meter hoogte.

## Voortplanting
Het diepe komnest wordt gemaakt van plantvezels en mossen en op 2 tot 4,5 meter hoogte geplaatst in een spleet van een boomstam of een aarden wal. Het legsel bestaat meestal uit twee tot drie witte eieren met bleke rossige spikkels. De uitbroedingsperiode van het vrouwtje bedraagt 14 tot 15 dagen en de jonge vogels verlaten na ongeveer 17 dagen het nest.

## Status
De grootte van de populatie is in 2019 geschat op 50.000-500.000 volwassen vogels. Op de Rode lijst van de IUCN heeft deze soort de status niet bedreigd.